# Europäische Schule Alicante
Die Europäische Schule Alicante (kurz: EEA) wurde 2002 in Alicante eröffnet.
Der Zweck dieser Europäischen Schule besteht darin, die Kinder der Mitarbeiter des Harmonisierungsamts für den Binnenmarkt zu unterrichten. Es können jedoch auch Kinder von Selbstzahlern in die Schule gehen.
In der EEA gibt es vier Sprachsektionen: eine deutschsprachige Sektion, eine französischsprachige Sektion, eine englischsprachige Sektion (diese drei sind an alle Europäischen Schulen vertreten) sowie eine spanischsprachige Sektion.
Wenige Meter vor der Schule befindet sich die Straßenbahnhaltestelle „Condomina“ der Linie 3 der Stadtbahn Alicante. Außerdem gibt es Schulbusse, welche zu Schulbeginn und Schulschluss kommen.

## Aufbau
Im Europäischen Schulsystem gibt es zwei (freiwillige) Kindergartenjahre sowie zwölf Schuljahre: Die 1. bis 5. Klasse der Grundschule (GS) sowie die 1. bis 7. Klasse der Sekundarstufe.

### Kindergarten
Kinder ab vier Jahren können den Kindergarten der EEA besuchen. Die Gruppen werden nicht nach Alter, sondern nach Sprache eingeteilt. Die Lernziele entsprechen in ihren Grundzügen denen einsprachiger Kindergärten: Soziale Kompetenzen, Leben in der Gruppe, spielerische Annäherung an Buchstaben und Zahlen, Basteln und Malen. Kinder im Alter zwischen zweieinhalb und dreieinhalb Jahren werden in einer gesonderten Gruppe betreut.

### Grundschule
In die Grundschule der EEA werden Kinder eingeschult, die im Kalenderjahr sechs werden. Der Unterricht setzt sich aus den Hauptfächern Muttersprache, erste Fremdsprache und Mathematik und den Nebenfächern Kunst, Musik, Sport und Religion oder Ethik zusammen. Daneben werden so genannte „Europäische Stunden“ angeboten, in denen unterschiedliche Aktivitäten in gemischten sprachlichen Gruppen unternommen werden. Die Zielsetzungen in der Grundschule der EEA entsprechen über den Unterricht in der ersten Fremdsprache und die Bildung des Verständnisses für andere Sprachen und Kulturen hinaus denen der einsprachigen Grundschule: Alphabetisierung, Rechnen, Lesen, Schreiben, selbständiges Arbeiten.

### Oberschule

#### Unterstufe (1. bis 3. Klasse)
Die Unterstufe der Oberschule wird auch „Beobachtungsstufe“ genannt.
In der 1. Klasse gibt es noch keine Wahlfächer und außer in der 2. Sprache wird nur in der Muttersprache unterrichtet. Das Fach Sachkunde fällt weg und anstatt dessen wird Science Humaine (auch SCH genannt / Geographie und Geschichte) und Science Intégrée (auch SCI genannt / Biologie, Chemie und Physik) unterrichtet. In Musik können die Schülerinnen und Schüler zwischen traditionellem Musikunterricht und einer Streicher- oder Bläserklasse wählen. Zur Auswahl stehen immer die Instrumente Violine, Viola, Violoncello, Kontrabass, Querflöte und Klarinette sowie entweder Oboe oder Fagott, entweder Horn oder Trompete und entweder Posaune, Euphonium oder Tuba.
In der 2. Klasse kommt die 3. Sprache hinzu. Zur Auswahl stehen Deutsch, Englisch, Französisch, Italienisch und Spanisch.
In der 3. Klasse gibt es verschiedene Änderungen:
- Science Humaine wird in der 2. Sprache unterrichtet
- ICT ist ein Wahlfach
- 3 Auswahlmöglichkeiten: Kunst (2 h) und Musik (2 h), Kunst (2 h) und Latein (4 h), Musik (2 h) und Latein (4 h)

#### Mittelstufe (4. und 5. Klasse)
- Pflichtfächer: Sprache 1, Sprache 2, Sprache 3, Religion/Ethik, Sport, Geschichte, Geografie, Physik, Chemie, Biologie,
- Wahlpflichtfach: Mathematik (schwach: 4 h / stark 6 h)
- Wahlfächer: Sprache 4 (4 h), Latein (4 h), Ökonomie (4 h), Informatik (2 h), Kunst (2 h), Musik (2 h)

Insgesamt muss der Schüler pro Woche zwischen 31 und 35 Stunden haben.
Ab der 5. Klasse werden sogenannte Examina geschrieben, welche große Arbeiten sind, die die gesamte Klassenstufe schreibt und sich maßgeblich auf die Note auswirken.

#### Oberstufe (6. und 7. Klasse)
- Pflichtfächer: Sprache 1, Sprache 2, Sport, Religion/Ethik
- Wahlpflichtfächer: Mathematik (schwach: 3 h / stark 5 h / Vertiefung: 8 h), Philosophie (Pflicht 2 h / Wahl 4 h), Geschichte (Pflicht 2 h / Wahl 4 h), Geographie (Pflicht 2 h / Wahl 4 h)
- Wahlfächer: Latein, Ökonomie, Sprache 3, Sprache 4, Kunst, Musik, Sprache 1 Vertiefung, Sprache 2 Vertiefung, Physik, Biologie (2 h oder 4 h), Chemie
- Ergänzungsfächer: Kunst, Musik, Sprache 5, Informatik, Laborkunde, Ökonomie

Am Ende der siebten Klasse der Oberschule wird das Europäische Baccalaureat abgelegt. Dieses gilt in der gesamten EU, der Schweiz und den USA, ohne jegliche „Ausländerprüfung“, als Hochschulreife und muss anerkannt werden.

## Gebäude und Gelände
Die Schule besteht hauptsächlich aus 7 Gebäuden:
- Bau I: Kindergarten
- Bau P: Grundschule und Grundschulbibliothek
- Bau S: Alle Oberschulklassen und Oberschulbibliothek
- Bau A: Verwaltung
- Aula Salón de Actos „Antonio Pino“
- Mensa
- Sporthalle und Umkleiden

## Kontakte zu anderen Europäischen Schulen

### ESSS
Schüler der Europäischen Schulen treffen sich alljährlich unter anderem beim ESSS, dem European Schools Science Symposium, einem Wissenschaftswettbewerb.

## Notensystem
In der Oberschule gibt es Noten von 0 bis 10. Ab der 4. Klasse OS wird die Note in eine A-Note (mündlich) und eine B-Note (schriftlich/Arbeiten) eingeteilt.